# José María Vegas Pérez
José María Vegas Pérez (Madrid, 22 de octubre de 1902-Paracuellos del Jarama, Madrid, 27 de noviembre de 1936) fue un sacerdote católico español. Murió asesinado al comienzo de la Guerra Civil Española, víctima de la represión en la zona republicana.

## Biografía
José María nació en la madrileña calle del Carmen en 1902, en el seno de una familia de profunda fe cristiana. José María era hijo de Miguel Vegas y Puebla-Collado, catedrático de Geometría Analítica (Universidad Central) y segundo presidente de la Junta Central de Acción Católica, natural de Madrid, y María de la Piedad Pérez Peñalver, natural de la localidad abulense de Arenas de San Pedro. El matrimonio vivía en la calle del Pez, número 1, junto con sus doce hijos.
A los dieciséis años entró en el Seminario conciliar de Madrid, donde estudió dos años de latín, dos de filosofía y cuatro de teología. Tras ser ordenado sacerdote en Madrid el 11 de junio de 1927, se incardinó en la diócesis de Madrid-Alcalá  y comenzó su labor pastoral como capellán de la parroquia de san Martín (1927-1930), siendo posteriormente capellán tercero de la parroquia de san Ginés (1930-abril 1935). Allí fue consiliario de la Juventud femenina de Acción Católica de san Ginés y capellán penitenciario de la Real Congregación del Santísimo Cristo de san Ginés. El 1 de enero de 1932 conoció a Josemaría Escrivá.En el primer semestre de 1932, salió por primera vez de misiones por la Sierra de Guadarrama.
En 1935 fue nombrado rector del Cerro de los Ángeles, tomando posesión el 28 de abril. Al comenzar la Guerra civil, se refugió en la casa de sus padres, que tras hacer varias pesquisas, pensaron que el mejor sitio para esconderle era la comisaría de policía, donde podría quedar en calidad de detenido, a resguardo de males mayores. Así se hizo, pero a los pocos días, la policía lo trasladó a la cárcel de san Antón. Allí fue incluido en la saca del 27 de noviembre de 1936, donde fue fusilado en Paracuellos de Jarama.